# 잡 위 멧
잡 위 멧(Jab We Met)은 인도에서 제작된 임티아즈 알리 감독의 2007년 코미디, 멜로/로맨스 영화이다. 샤히드 카푸르 등이 주연으로 출연하였고 딜린 메타 등이 제작에 참여하였다.

## 출연

### 주연
- 샤히드 카푸르
- 카리나 카푸르

### 조연
- 다라 싱
- 빠완 말호뜨라
- 카말 티워리
- 키런 주네자
- 마누쉬카 키스티
- 비샬 샤르마
- 라리트 파라샤
- 아르빈드 제이얀트
- 브리엔드라 칼라
- 아시프 바스라
- 사다난드 야다브
- 슈쉴 판디
- 레이몬드 드소자
- 지텐드라 라이
- 키쇼레 프라드한
- 야주벤드라 싱
- 테디 모리아
- 이스밋 카어
- 슈레야 바트
- 비르 프라탑 싱
- 프라빈 푸르바
- 구르비르 싱
- 빌라
- 애니타 밋
- 자심랏 카어
- 프렘 푸니타
- 카카 카나디안
- 아나니아
- 조야
- 나렌드라 니나
- 아만 보갈
- 하르키랏
- 미낙시
- 하심란
- 라맨 딜런
- 아만 사호타
- 이카타르 싱
- 마지

## 제작진
- 미술: 라피 카이지
- 의상: 난디타 헤지
- 의상: 샤비나 칸
- 의상: 매니쉬 말호트라
- 의상: 루파 수드